# Blood Red Sandman
«Blood Red Sandman» es el segundo sencillo del segundo álbum de Lordi, The Monsterican Dream. El título original de la canción era "Blood Red Santa", pero Asko Kallonen de la discográfica "BMG Finland" pensó que era inapropiado para un hit navideño y muchas personas dijeron que lo prohibirían, ya que monstraba una imagen violenta de Santa. En una refutación a esto, Lordi decidió cambiar el nombre de la canción a Blood Red Sandman que funcionaba tan bien como el nombre original. También hay una versión promocional publicada por Drakkar Entertainment para promocionar el álbum recopilatorio The Monster Show.
Algunos creen que esta canción podría estar refiriéndose a Freddy Krueger, un personaje legendario del Cine de terror. Otros creen que la canción trata sobre el asesino Jack el Destripador, que aterrorizó a Londres alrededor de 1888. Las comparaciones con los dos personajes provienen de determinadas líneas de la canción, como "They called me the leather apron" (en español "me llamaron del delantal de cuero"), y "Can you hear how the children weep?" (en español "¿Puedes oír cómo los niños lloran?"). Lordi, utilizando estas frases en la canción, crea el personaje de  Blood Red Sandman que puede o no puede ser un Santa demoníaco o Jack el Destripador.

## Videoclip
Tres personas jóvenes están enseñando objetos antiguos en una choza a más puro estilo The Evil Dead por la noche. Una puerta se abre suavemente y encuentran una caja que contiene el muñeco de "Would You Love a Monsterman? y una cinta que comienza a sonar en el momento en el que la ponen en el reproductor. De repente, mientras el chico está grabando a las otras dos chicas, es estrangulado por una fuerza invisible (que en realidad es el miembro de la banda Kalma, con un sombrero de copa, al cual se le ve a través de la cámara cuando se le cae al chico). Justo después, una de las chicas es arrastrada dentro de un armario por el guitarrista Amen. Tras ello la banda al completo aparece tras la última chica, a la cual empujan a una silla y es empotrada en la pared mientras suena la canción. Sus dos amigos vuelven a aparecer, pero esta vez como zombis (con el reflejo femenino medio muerto de Linda de The Evil Dead). La banda continúa tocando hasta que el reproductor de casetes se desconecta al ser desconectado por el pie de la chica. La banda y los zombis desaparecen. Mientras ella mira a su alrededor aliviada, Mr. Lordi la ataca por detrás (visto a través de la lente de la cámara) justo en el momento que la cámara se queda sin película.

## Lista de canciones
| Versión finlandesa: 1. «Blood Red Sandman» (3:33) 2. «To Hell With The Pop» (4:24) 3. «Pyromite» (4:49) | Versión promocional: 1. «Blood Red Sandman» 2. «Devil Is A Loser» 3. «Would You Love A Monsterman?» |

## Créditos
- Mr. Lordi (Vocalista)
- Amen (Guitarra eléctrica)
- Kalma (Bajo)
- Kita (Batería)
- Enary (Piano)

## Rendimiento
| Año  | Conteo | Semana | Posición |
| ---- | ------ | ------ | -------- |
| 2004 | Top20  | 28     | 18       |
| 2004 | Top20  | 29     | 17       |